# Saue
Saue és una ciutat del nord-oest d'Estònia. És el centre administratiu de la parròquia de Saue al comtat de Harju.
El territori de Saue té 3,50 km² i una població d'uns 5.800 habitants. Els centres més propers són Tallinn (18 km), Keila (7 km), Saku (7 km) i Laagri (7 km).

## Geografia

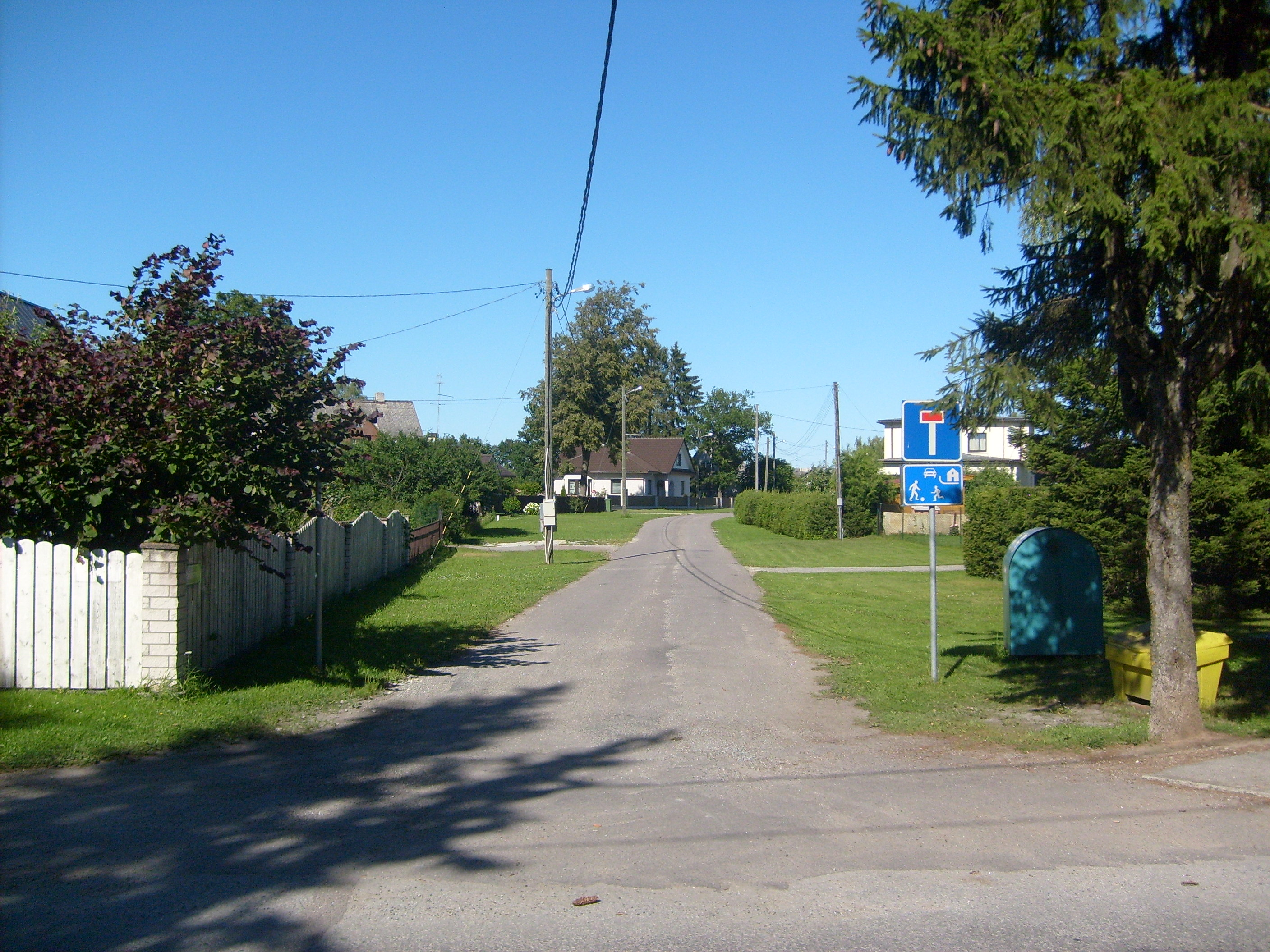
Carrer de Saue.

Saue es troba en una posició molt favorable prop de Tallinn, la capital d’Estònia. Atreu molta gent moderadament rica a qui els agrada l'equilibri entre l'atmosfera de la ciutat petita i la gran ciutat. Tot i que Saue està a prop de la natura, encara ofereix els tipus d'entreteniment, llocs de treball i altres serveis de les grans ciutats que ofereix Tallinn.

## Història
- 1620 - Es va establir la casa pairal de Saue (Klein-Sauß).

- 1792 - Es construeix l'actual casa pairal

- 1870 - Es va completar el ferrocarril Sant Petersburg – Tallinn – Paldiski que passa per Saue

- 1920 - Comença a sorgir l'assentament de jardins

- 1960 - Saue es va unir amb Tallinn

- 1973 - Saue, que encara forma part de Tallinn, va obtenir l'estatus de districte (alev).

- 1993 - Saue va rebre els drets de la ciutat

- 1994 - Saue es va separar de Tallinn i se li va donar un estatus de municipi urbà separat

- 2017: la ciutat de Saue, la parròquia de Saue, la parròquia de Kernu i la parròquia de Nissi es van unir i es va formar una nova parròquia de Saue

## Demografia
| 31 desembre 2011 | 1r gener 2014 | 1r gener 2015 | 1r gener 2016 | 1r gener 2017 | 1r gener 2018 | 1r gener 2019 | 1r gener 2020 | 1r gener 2021 | 1r gener 2022 | 1r gener 2023 | 1r gener 2024 |
| 5.514            | 5.656         | 5.631         | 5.779         | 5.731         | 5.640         | 5.629         | 5.737         | 5.831         | 5.826         | 6.045         | 6.227         |

El 93% de les persones que viuen a Saue són d'ètnia estoniana, La mitjana d'edat de les persones és de 35 anys. Amb els anys, el cens de població ha demostrat que la població va creixent lentament, El 1959 hi havia 1,088 persones vivint a Saue, el 1970 havia augmentat fins a 1,979, El 1979 era de 3,293, el 1989 la població era de 4,395, el 1995 era de 4,492 i finalment, l'any 2000, la població era de 4,996.
| Ètnia       | Cens estonià 1934 | Cens estonià 1934 | 1979      | 1979 | 1989      | 1989 | 2000      | 2000 | 2011      | 2011 | Cens estonià 2021 | Cens estonià 2021 |
| Ètnia       | quantitat         | %                 | quantitat | %    | quantitat | %    | quantitat | %    | quantitat | %    | quantitat         | %                 |
| ----------- | ----------------- | ----------------- | --------- | ---- | --------- | ---- | --------- | ---- | --------- | ---- | ----------------- | ----------------- |
| Estonians   | 47                | 95,9              | 2991      | 90,8 | 3955      | 90,0 | 4555      | 91,9 | 5145      | 93,3 | 5432              | 93,2              |
| Russos      | 0                 | 0,00              | 203       | 6,16 | 305       | 6,94 | 267       | 5,39 | 259       | 4,70 | 226               | 3,88              |
| Ucraïnesos  | -                 | -                 | 25        | 0,76 | 44        | 1,00 | -         | -    | 42        | 0,76 | 61                | 1,05              |
| Belarussos  | -                 | -                 | 22        | 0,67 | 22        | 0,50 | -         | -    | 13        | 0,24 | 10                | 0,17              |
| Finlandesos | -                 | -                 | 23        | 0,70 | 31        | 0,71 | -         | -    | 17        | 0,31 | 17                | 0,29              |
| Jueus       | -                 | -                 | 5         | 0,15 | 2         | 0,05 | -         | -    | 2         | 0,04 | 0                 | 0,00              |
| Letons      | 0                 | 0,00              | 10        | 0,30 | 8         | 0,18 | -         | -    | 4         | 0,07 | 9                 | 0,15              |
| Alemanys    | 2                 | 4,10              | 0         | 0,00 | 6         | 0,14 | -         | -    | 8         | 0,15 | 5                 | 0,09              |
| Tàtars      | -                 | -                 | 4         | 0,12 | 7         | 0,16 | -         | -    | 4         | 0,07 | 0                 | 0,00              |
| Polonesos   | -                 | -                 | 0         | 0,00 | 3         | 0,07 | -         | -    | 2         | 0,04 | 0                 | 0,00              |
| Lituans     | -                 | -                 | 5         | 0,15 | 3         | 0,07 | -         | -    | 2         | 0,04 | 3                 | 0,05              |
| Desconegut  | 0                 | 0,00              | 0         | 0,00 | 0         | 0,00 | 23        | 0,46 | 3         | 0,05 | 19                | 0,33              |
| Altres      | 0                 | 0,00              | 5         | 0,15 | 9         | 0,20 | 113       | 2,28 | 13        | 0,24 | 42                | 0,72              |
| Total       | 49                | 100               | 3293      | 100  | 4395      | 100  | 4958      | 100  | 5514      | 100  | 5826              | 99,9              |

## Economia
A Saue hi ha 1,30 km² de parcel·les privades (la mida mitjana d'una parcel·la és d'uns 700 m²) – 1015 parcel·les, uns 0,35 km² d'edificis comunals, garatges, etc., 0,25 km² de zones industrials, Carrers i carreteres aproximadament 0,30 km² (hi ha 62 carrers a Saue, uns 21 km), aproximadament 1,12 km² de boscos, parcs, etc. i uns 0,15 km² de camps.

## Transport

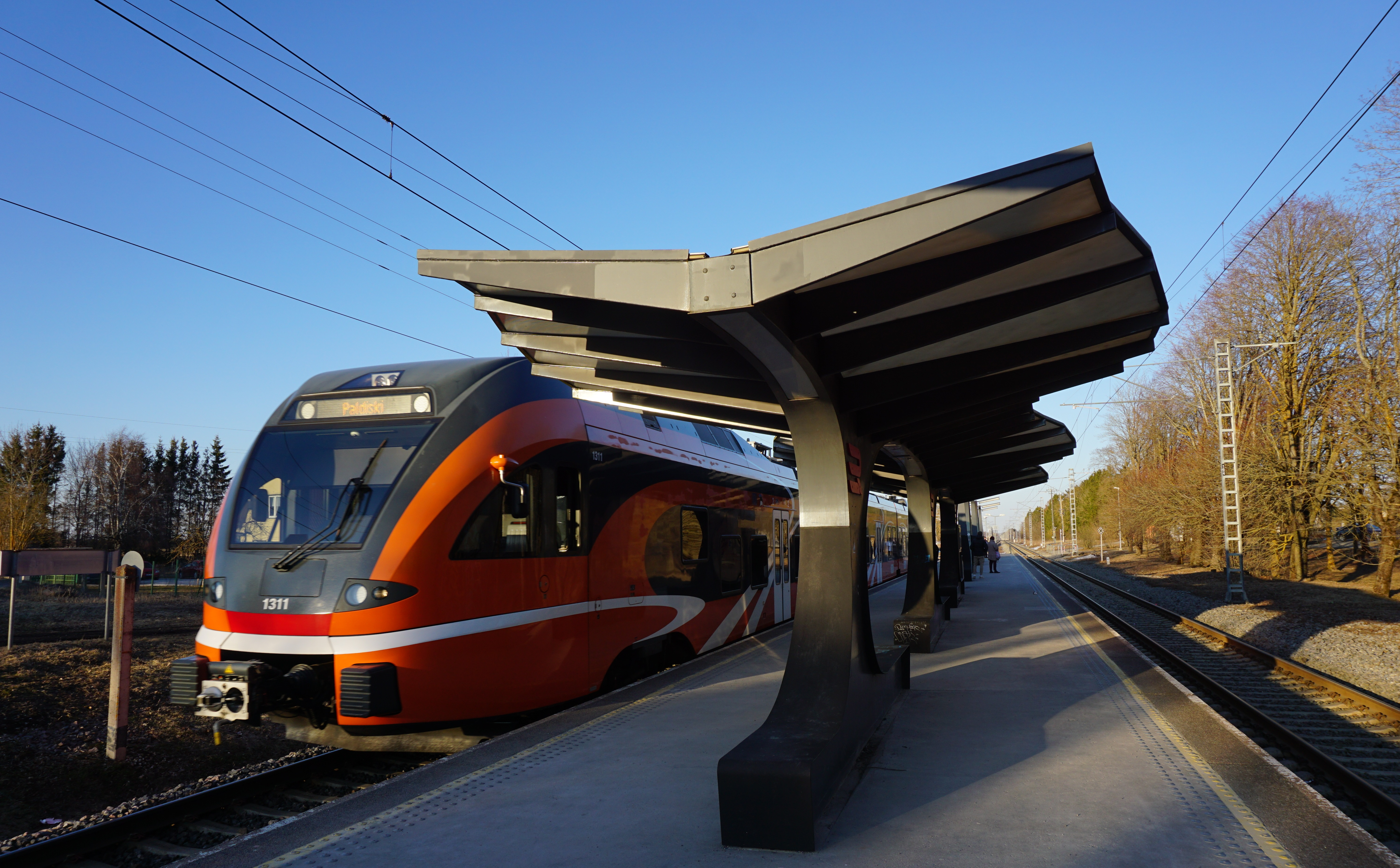
Estació de tren de Saue el 2022.

Saue és servit per l'estació de tren de Saue a la línia de ferrocarril Tallinn - Keila (acollida per Elron), així com connexions d'autobús i taxis de ruta fixa.

## Saue Manor

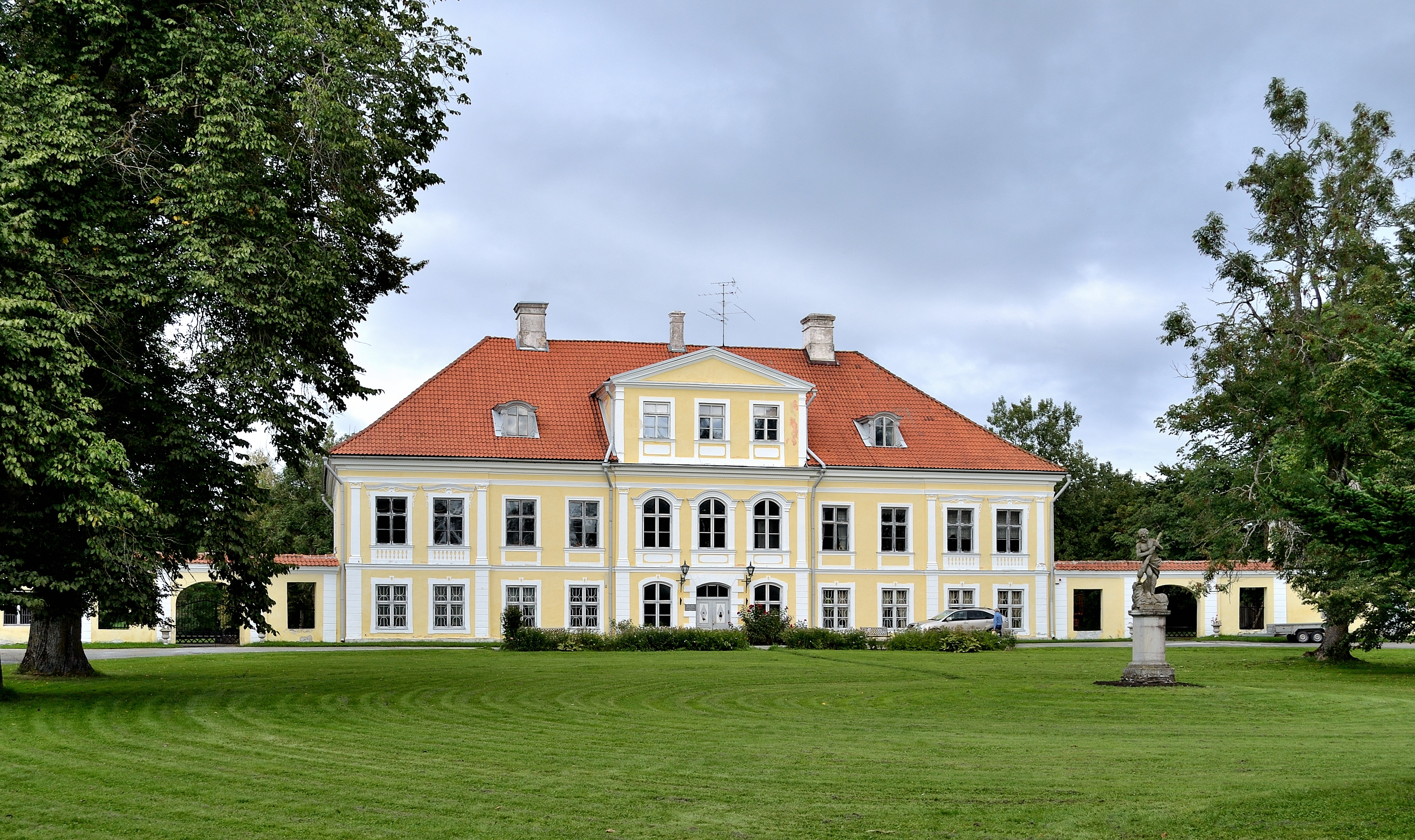
Saue Manor

Saue Manor (alemany: Friedrichshof) remunta els seus orígens almenys al segle xvii. L'edifici actual es va aixecar quan la finca era propietat de Friedrich Hermann von Fersen. L'arquitecte va ser molt probablement Johann Schultz, que també va ser l'arquitecte darrere de l'ampliació barroca del castell de Toompea, Tallinn. El complex de cases pairals és un dels millors exemples d'arquitectura de cases pairals barroques a Estònia.
L'exterior de la casa principal es caracteritza per una planta baixa amb rústica i una planta principal amb pilastres. Les ales (una caseta de carrosses i un graner) estan connectades a l'edifici principal mitjançant murs d'arc. Les restes d'un parc barroc envolten la casa pairal, amb detalls destacables com escultures d’Hèracles i Hera, i relleus esculpits barrocs.
L'interior destaca per la seva molt rica exhibició de decoracions d'estuc de gran qualitat en estil barroc tardà- neoclàssic primerenc. Les decoracions d'estuc adornen totes les estances principals de la casa pairal. A més, hi ha bons fogons barrocs a la casa pairal.

## Persones notables
- Ingemar Teever (nascut el 1983), jugador de futbol

- Johannes Herm (1893–1926), comandant de la Marina d'Estònia

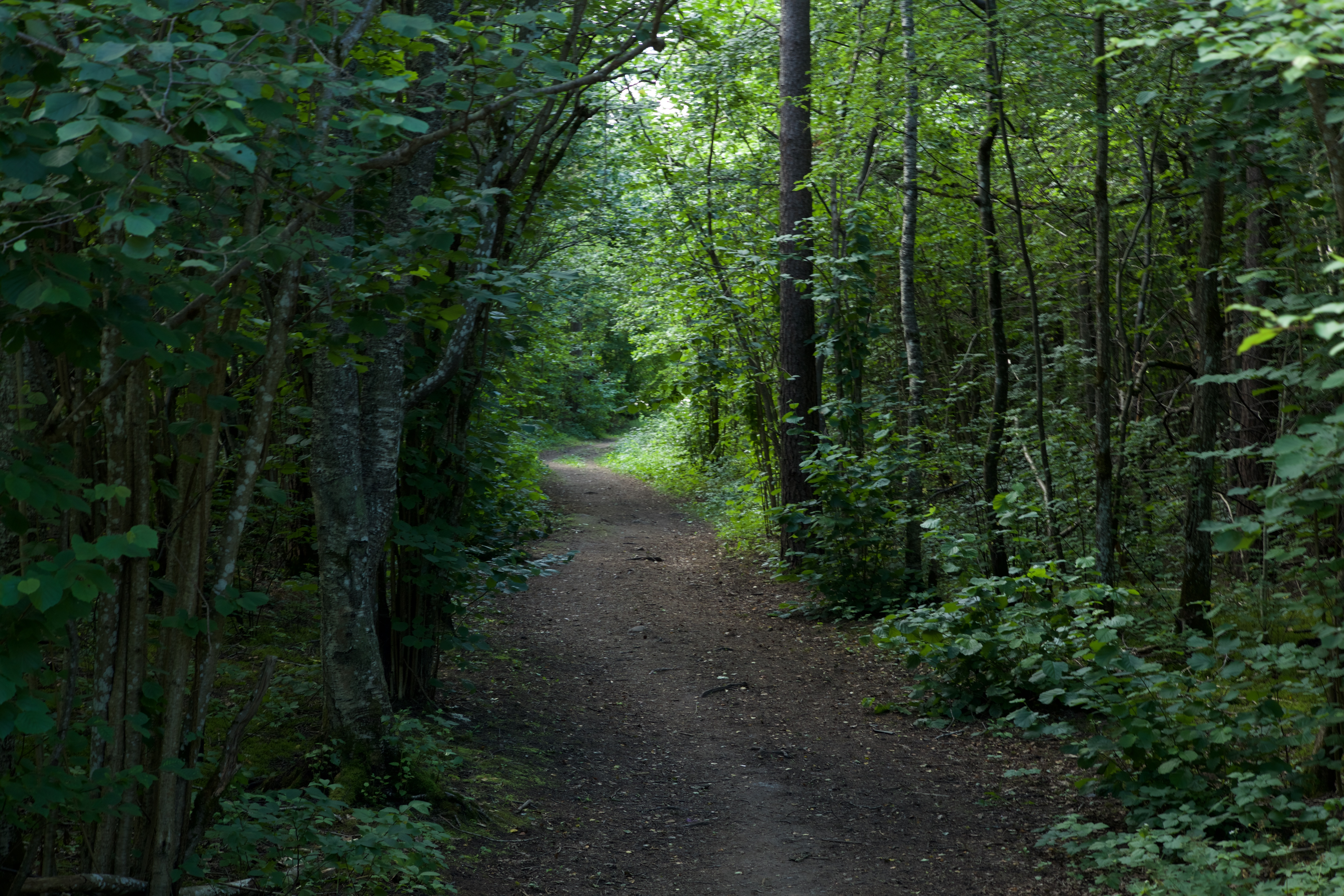
Ruta de fitness Sarapiku a Saue